# Cossypha
Cossypha es un género de aves paseriformes de la familia Muscicapidae, aunque anteriormente se clasificaba en Turdidae. Están ampliamente distribuidos en África al sur del Sahara

## Especies
Se reconocen las siguientes especies:
- Cossypha isabellae - cosifa de Isabel
- Cossypha archeri - cosifa de Archer
- Cossypha anomala - cosifa anómala
- Cossypha caffra - cosifa cafre
- Cossypha humeralis - cosifa gorgiblanca
- Cossypha ansorgei - cosifa angoleña (Xenocopsychus ansorgei según Clements 2015)
- Cossypha polioptera - cosifa aligrís
- Cossypha cyanocampter - cosifa aliazul
- Cossypha semirufa - cosifa de Rüppell
- Cossypha heuglini - cosifa de Heuglin
- Cossypha natalensis - cosifa de Natal
- Cossypha dichroa - cosifa bicolor
- Cossypha heinrichi - cosifa cabeciblanca
- Cossypha niveicapilla - cosifa coroninívea
- Cossypha albicapillus - cosifa coroniblanca